# Dannadieu, Saussard et Robert
Die Société d’Études Dannadieu, Saussard et Robert war ein französischer Hersteller von Automobilen.

## Unternehmensgeschichte
Das Unternehmen aus Paris begann 1908 mit der Produktion von Automobilen. Der Markenname lautete DSR. 1909 endete die Produktion.

## Fahrzeuge
Das einzige Modell war ein Kleinwagen. Für den Antrieb sorgte ein luftgekühlter Vierzylinder-Zweitaktmotor. Unüblich war das Planetengetriebe in Kombination mit dem Differenzial.